# مالویه ساوینو
مالویه ساوینو ( روسی: Малое Савино و لاتین: Maloye Savino) یک دهکده در شهرک روستایی ساوینسکویه، ناحیه پرمسکی، منطقه پرم، روسیه است. این دهکده دارای سه خیابان و بر اساس سرشماری سال ۲۰۱۰، ۲۹ نفر در آن زندگی می‌کنند.

## جغرافیا
مالویه ساوینو در ۲۰ کیلومتری جنوب غربی پرم (مرکز اداری منطقه) قرار دارد. و کیچانوو نزدیکترین محله روستایی است.